# Working Class Heroes
Working Class Heroes è uno split live tra il gruppo hardcore punk statunitense Agnostic Front e il gruppo street punk olandese Discipline, pubblicato il 29 aprile 2003 da Knockout Records.

## Tracce
Tracce 1-15 suonate dagli Agnostic Front, 16-29 dai Discipline.
1. Believe - 1:57
2. Riot, Riot, Upstart - 2:20
3. Sit And Watch - 1:56
4. Victim in Pain - 0:51
5. Last Warning - 1:05
6. Rock Star - 1:53
7. Sickness - 2:30
8. Gotta Go - 3:38
9. No Fear - 2:28
10. Before My Eyes - 2:12
11. United Blood - 1:38
12. Police State - 2:51
13. Pauly The Dog - 1:11
14. Bullet On Mott St. - 2:10
15. Crucified - 3:15
16. Now Or Never - 2:06
17. Young & Reckless - 3:02
18. Our Pride - 2:22
19. Rejects of Society - 3:16
20. Neverending Story - 2:02
21. Nice Boys Finish Last - 3:15
22. Running Riot - 3:24
23. C'mon, C'mon - 0:35
24. Hooligans Heaven - 3:03
25. Fuck You Anyway - 2:46
26. Saturdaynight Riot - 2:32
27. These Streets - 3:42
28. Frontline Skins - 3:21
29. Violence In Our Minds - 3:22

## Formazione[2]
- Roger Miret - voce, produttore esecutivo, missaggio
- Vinnie Stigma - chitarra
- Mike Gallo - basso
- Jimmy Colletti - batteria
- Joost DeGraaf - voce
- Erik Wouters - chitarra
- Carlo Geerlings - basso
- Joost Strijbos - batteria
- Dean Baltulonis - missaggio
- Rudy DeDoncker - fotografia
- Onno Hesselink - composizione digitale
- Laurena Kusters - editing
- Dirk Miers - ingegneria del suono, missaggio
- Simon Soenens - editing digitale
- Alan Ward - mastering